# Zbrodnie w Uściu Zielonym

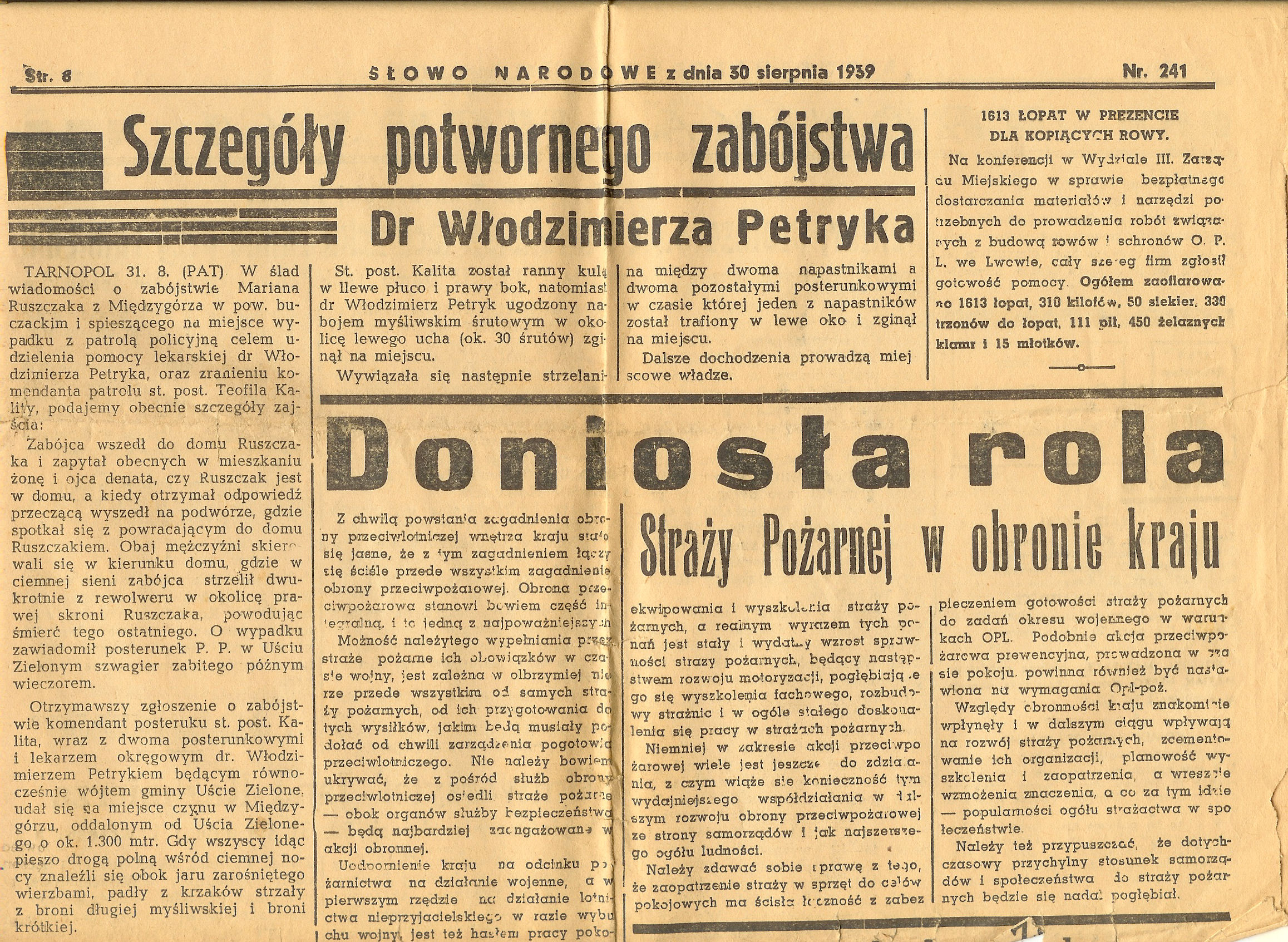
Słowo Narodowe z dnia 30 sierpnia 1939 roku

Zbrodnie w Uściu Zielonym – zbrodnie popełnione we wsi Uście Zielone położonej w dawnym powiecie buczackim województwa tarnopolskiego II Rzeczypospolitej przez bojówki OUN i oddziały UPA, w tym atak z 2 lutego 1945 roku, podczas którego zabito 133 osoby.

## Opis zdarzenia

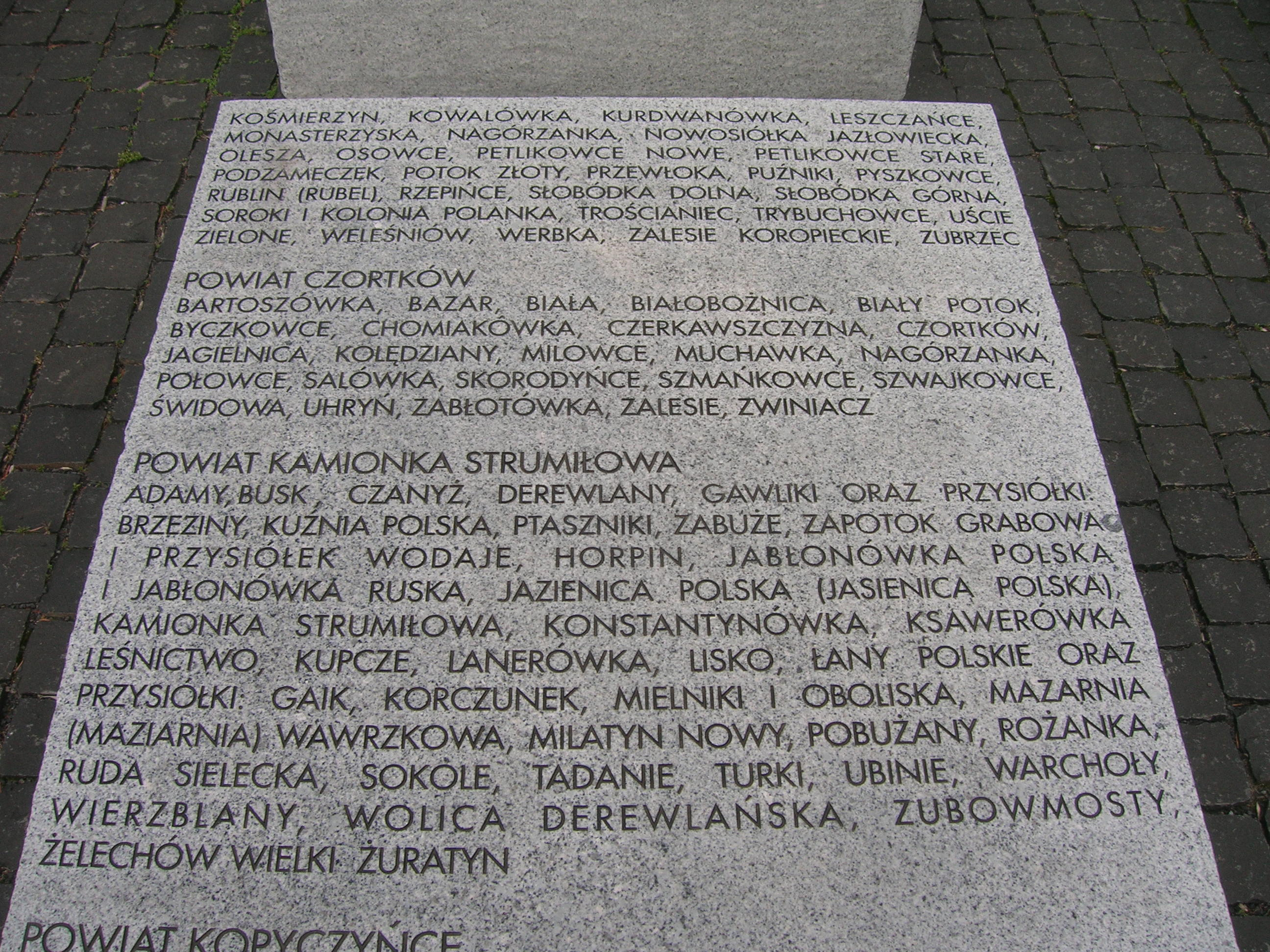
Tablica Pomnika ofiar zbrodni dokonanej na obywatelach polskich przez OUN-UPA wymieniająca Uście Zielone

Według świadectw zgromadzonych przez Stowarzyszenie Upamiętniania Ofiar Zbrodni Ukraińskich Nacjonalistów pierwszymi Polakami zabitymi przez nacjonalistów ukraińskich w Uściu Zielonym było dwóch policjantów (w tym komendant miejscowego posterunku Policji Państwowej) oraz lekarz Włodzimierz Petryk. 25 sierpnia 1939 roku zostali zwabieni do lasu pod pozorem przyjścia z pomocą rannemu człowiekowi i tam zabici. Śledztwo wykazało, że zbrodni dokonała OUN.
Podczas okupacji niemieckiej, w listopadzie 1943 i 20 lutego 1944 roku bojówki OUN i UPA dwukrotnie napadały na plebanię we wsi. Podczas drugiego napadu ograbiono także kilkanaście domów polskich i aptekę oraz zabito aptekarza. Proboszcz ks. Piotr Sokołowski przeżył (podczas pierwszego napadu ukrył się za kotarą) i po drugim napadzie wraz z wikarym Góreckim i 115 parafianami ewakuował się do Stanisławowa.
Pozostała ludność polska zorganizowała samoobronę, która podczas drugiej okupacji sowieckiej przekształciła się w Istriebitielny batalion. Spowodowało to napływ do Uścia Zielonego polskich uchodźców z zagrożonych przez UPA wsi.
W listopadzie 1944 roku na wieś napadły bojówki UPA. IB stawił opór. Atak odparto, lecz zginęło 9 członków IB oraz 7 osób cywilnych, 10 osób było rannych.
2 lutego 1945 roku UPA uderzyła ponownie. Walki trwały prawie całą noc. Do niewoli dostało się wiele osób, w tym kilkunastu żołnierzy IB, których rozebrano do naga i wyprowadzono na zamarznięty Dniestr. Tam strzelano im pod nogi, następnie żywych, rannych i martwych zepchnięto pod lód. Łącznie zabito 133 osoby, około 30 było rannych. Wśród ofiar byli także Ukraińcy, w tym Sławko Hołub zabity za odmowę przyłączenia się do UPA. Ustalono nazwiska 35 zamordowanych, pozostałe ofiary są nieznane, gdyż byli to głównie uchodźcy nieznani mieszkańcom Uścia Zielonego.